# Besiana Kadare

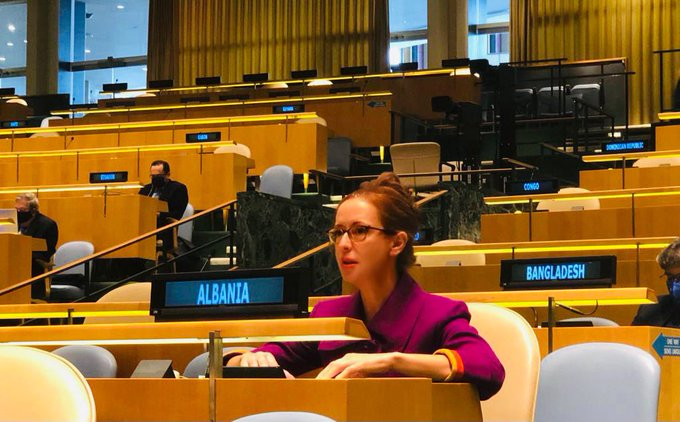
Besiana Kadare (2021)

Besiana Kadare (* 1972 in Tirana, Albanien) ist eine albanische Diplomatin und Botschafterin. Sie ist seit Juni 2016 Ständige Vertreterin ihres Landes bei den Vereinten Nationen (UN) in New York und Botschafterin in Havanna, Kuba. Zuvor war sie Botschafterin in Frankreich.

## Berufsweg
Besiana Kadare wurde 1972 in Tirana geboren. Ihre Eltern sind die Schriftsteller Helena und Ismail Kadare. Sie absolvierte ein Masterstudium der vergleichenden Literaturwissenschaft an der Sorbonne (Paris IV). Kadare arbeitete 2005 bei der United States Agency for International Development (USAID). Nach dem Eintritt in den diplomatischen Dienst war sie im Range eines Ersten Sekretärs an der Ständigen Vertretung bei den Vereinten Nationen tätig. Im Jahr 2008 wechselte sie an die albanische Botschaft in Paris.
Besiana Kadare wurde 2011 zur Botschafterin ihres Landes in Frankreich akkreditiert. Zugleich diente sie als Ständige Vertreterin bei der UNESCO.
Zur Ständigen Vertreterin bei den Vereinten Nationen ernannt, übergab Kadare am 30. Juni 2016 ihr Akkreditierungsschreiben an Generalsekretär Ban Ki-moon. Im Juni 2016 erhielt sie ebenfalls ihre Ernennung zur nichtresidierenden Botschafterin in Kuba. Ihre Akkreditierung übergab sie am 21. April 2017 an den Vizepräsidenten Salvador Valdés Mesa.
Im Juli 2020 wurde Kadare zur Vizepräsidentin der 75. Generalversammlung der Vereinten Nationen gewählt, sie vertrat dort die Gruppe der osteuropäischen Länder.